# Leende dansmusik
Leende dansmusik är ett studioalbum från 2001 av det svenska dansbandet Matz Bladhs. Albumet sålde minst 15 000 exemplar . "Leende dansmusik" var även bandets hela albumserie från 1981 till 2001.

## Låtlista
1. Vi ska ses på nytt igen
2. Vägen hem
3. I dom mörkaste stunderna
4. Sommar och sol
5. En sista dans (duett med Jana Vähämäki)
6. Mona Lisa (saxofon, Jan-Eric Andersson)
7. Lilla fågel blå
8. Är du min älskling än
9. Dear One (sång av Lars-Olof Karlsson)
10. Min flygande matta
11. Farväl Jamaica
12. Povel Ramel medley
13. Genom eld och vatten
14. Över Öresund
15. That's amore